# Gordon Jeffery
Gordon George Jeffery (ur. 20 maja 1936) – australijski kajakarz, olimpijczyk.
Reprezentował Australię na Letnich Igrzyskach Olimpijskich 1964, które odbyły się w Tokio, zajmując 8. miejsce. Następnie uczestniczył w Letnich Igrzyskach Olimpijskich 1968 w mieście Meksyk.  Po raz trzeci reprezentował kraj na Letnich Igrzyskach Olimpijskich 1972 w Monachium.